# Крайт індійський
Крайт індійський (Bungarus caeruleus) — отруйна змія з роду Крайтів родини Аспідові.

## Опис
Загальна довжина коливається від 90 см до 1,5 м. Спостерігається статевий диморфізм — самці більші за самиць. Голова маленька, закруглена. Тулуб тонкий та стрункий. Має слабко виражений спинний кіль, хвіст тонкий та загострений. Тулуб бурого або чорного кольору, прикрашений вузькими білими поперечними смугами. Черево білого кольору.

## Спосіб життя
Полюбляє сухі місцини, нерідко трапляється у селищах й заповзає до будинків. Часто зустрічається поблизу водойм. Захищається, згорнувшись і сховавши голову від ворога, дуже неохоче застосовує отруйні зуби. Активний як вдень, так і вночі. Поживою є дрібні змії, ящірки, жаби, гризуни.
Отрута дуже сильна (в залозах змії міститься до п'яти летальних доз отрути), укуси його легко призводять до смерті. В Індії цей крайт стоїть на другому місці після кобри за кількістю смертних випадків серед населення.
Це яйцекладна змія. Самиця відкладає 8—12 яєць.

## Розповсюдження
Мешкає в Афганістані, Пакистані, Індії, Непалі, Бангладеш, на о. Шрі-Ланка.